# Hiếu Nam
Hiểu Nam (giản thể: 孝南区; phồn thể: 孝南區; bính âm: Xiàonán Qū) là một khu (quận) thuộc thành phố Hiếu Cảm, tỉnh Hồ Bắc, Trung Quốc.

### Nhai đạo
- Thư Viện (书院街道)
- Xa Trạm (车站街道)
- Tân Hoa (新华街道)
- Quảng Trường (广场街道)

### Trấn
| - Tây Hà (西河镇) - Dương Điếm (杨店镇) - Đẩu Cương (陡岗镇) - Tiêu Cảng (肖港镇) | - Mao Trần (毛陈镇) - Tam Xá (三汊镇) - Chúc Trạm (祝站镇) - Tân Phố (新铺镇) |

### Hương
- Ngọa Long (卧龙乡)
- Bằng Long (朋兴乡)
- Mẫn Tập (闵集乡)

### Khác
- Nông trường giống Đông Sơn (东山头原种场)
- Nông trường Chu Hồ (朱湖农场)
- Khu khai phát kinh tế Hiếu Nam (孝南经济开发区)